# Gastroscyphus hectoris
Gastroscyphus hectoris is een straalvinnige vissensoort uit de familie van de schildvissen (Gobiesocidae). De wetenschappelijke naam van de soort is voor het eerst geldig gepubliceerd in 1876 door Günther.